# Nguyễn Thúy Hiền
Nguyễn Thúy Hiền es una ex atleta de wushu taolu de Vietnam. Ella es la practicante de wushu más renombrada de todos los tiempos, y fue votada como la mejor atleta femenina vietnamita del siglo XX.

## Carrera
Thúy Hiền fue una campeona mundial siete veces desde 1993 hasta 2003, y ganó 15 medallas en el Campeonato Mundial de Wushu. Su victoria en 1993 en la edad de 14 se hizo una de las campeonas del mundo más jóvenes de todos los tiempos, y también fue la prima medalla de oro para Vietnam en wushu. En los campeonatos de 2001, Thúy Hiền ganó tres medallas de oro, la primera persona en hacerlo desde 1991.
Ella participó en los Juegos Asiáticos desde 1994 hasta 2002, y ganó la medalla de plata en changquan femenina en los Juegos Asiáticos de 1998. Thúy Hiền también fue una medallista de oro ocho veces a los Juegos del Sudeste Asiático.